# Đuro V. Gruzijski
Đuro V. Gruzijski, gruz. 'გიორგი V ბრწყინვალე, Giorgi V Brtskinvale (1286./1289. – 1346.), zvan još i Đuro V. Briljantni ili Veličanstveni, bio je kralj Gruzije od 1299. do 1302. godine, te od 1314. godine do svoje smrti. Bio je fleksibilan i dalekovidan političar. Oporavio je zemlju nakon stoljeća duge dominacije Mongola. Vratio je zemlji prethodnu snagu i kršćansku kulturu.
Bio je sin kralja Demetra II. i njegove treće žene Nateleje. Demetra su 1289. godine pogubili Mongoli, pa se o malom princu Đuri brinula baka s majčine strane, po imenu Beka. 1299. godine ilhanidski kan Gazan postavio ga je kao suparnika Đurinog starijeg brata, buntovnog gruzijskog vladara Davida VIII. Međutim, Đurin autoritet nije se protezao i na Tbilisi pod zaštitom Mongola, pa se Đuro spominje utom razdoblju kao "sjena kralja iz Tbilisija". 1302. godine na prijestolju ga je naslijedio njegov brat Vahtang III. nakon smrti oba njegova brata, Davida i Vahtanga, Đuro je postao namjesnik Davidovom sinu Đuri VI., koji je umro maloljetan 1313. godine, čime je Đuro V. po drugi put okrunjen za kralja. Nakon što je prvotno obećao vjernost Oldžeitu (Muhammadu Khodabandehu), vladaru Ilhanidskog Carstva, započeo je program ujedinjenja gruzijskih zemalja.
1315. godine vodio je Gruzijce kako bi suzbio antimongolske pobune u Maloj Aziji. To je bio posljednji put da su se Gruzijci borili na strani Mongola. Bio je vrlo dobrar prijatelj s utjecajnim mongolskom princem Čobanom (Čupanom), kojeg je 1327. godine pogubio Abu Sa'id Bahadur Khan, deveti vladar Ilhanidskog Carstva, nasljednik Oldžeitua. Đuro je tu činjenicu iskoristio kako bi digao pobunu protiv već oslabljenog Ilhanidskog Carstva. Prestao je plaćati danak i odvodio Mongole iz zemlje. Sljedeće godine priredio je veliko slavlje na planini Tsivi, kako bi proslavio godišnjicu pobjede nad Mongolima. tamo je masakrirao sve oporbene plemiće. 1329. godine opsjeo je Kutaisi i lokalnog kralja Bagrata I. Malog degradirao u vazalnog princa. 1334. godine ponovo je utvrdio kraljevsku vlast nad gotovo nezavisnom kneževinom Meshetijom. Nakon što je ujedinio kraljevstvo, počeo se baviti kulturnim, društvenim i gospodarskim projektima. Zamijenio je kovanice koje je izdavao Gazan-kan i uveo gruzijske, nazvane tetri. Uspostavio je i bliske trgovačke odnose s Bizantom i velikim europskom pomorskim republikama Venecijom i Genovom.
Poboljšao je i diplomateske odnose s egipatskom dinastijom Bahri. Obnovio je nekoliko gruzijskih manastira u Palestini, te stekao slobodan prolaz gruzijskim hodočasnicima u Svetu zemlju. Umro je 1346. godine, a naslijedio ga je njgov jedini sim David IX. sahranjen je u manastir Gelati blizu Kutaisija u Zapadnoj Gruziji.